# Adolf Rübe
Adolf Friedrich Wilhelm Rübe (* 18. Mai 1896 in Karlsruhe; † 23. Juni 1974 ebenda) war ein deutscher Kriminalsekretär, SS-Hauptscharführer und Kriegsverbrecher.

## Leben

### Familie, Erster Weltkrieg und Polizeidienst
Als Sohn des Schreinermeisters Adolf Rübe († 1917) und seiner Ehefrau Wilhelmine Meyer († 1899) begann er im Jahre 1910 eine Lehre als Dekorateur. Von 1914 bis 1918 nahm er am Ersten Weltkrieg teil. Ab 1920 wechselte er seine berufliche Orientierung und trat in den Dienst der Polizei in Lörrach, wo er auf der dortigen Passstelle tätig wurde.
1923 ging er zum Landespolizeiamt Baden in Karlsruhe. Ein Jahr später heiratete er Else Waldmann, wobei diese Ehe kinderlos blieb. Die Planstelle eines Assistenten wurde ihm im Jahre 1926 zugeordnet. Drei Jahre später erlangte er den Dienstgrad eines Polizeisekretärs. Im Zuge der Umorganisation der Polizei ab 1933 wurde seine Dienststelle in die Kriminalpolizei des Landes eingegliedert, wobei sein Dienstrang als Kriminalsekretär bezeichnet wurde. Im Mai 1933 trat er der NSDAP bei.

### Versetzung nach Russland
Seine dienstliche Aufgabe bestand in der Verwaltung einer Kartei für Wertsachen. Mit Beginn des Zweiten Weltkrieges sollte auch er zur Wehrmacht eingezogen werden, aber er konnte der Einberufung noch entgehen. Wann Rübe nach Russland versetzt wurde, kann nach vorliegenden Quellen nicht genau nachgewiesen werden. Heinz Rosenberg, der von Hamburg nach Minsk deportiert wurde, berichtete von Rübe mit dem Datum vom 31. August 1942. Im November 1942 erhielt er die Versetzung zum „Kommandeur der Sicherheitspolizei und des SD Weißruthenien“ (KdS) Eduard Strauch, der dort die Befehlsgewalt hatte.

### Ghetto Minsk
In den ersten beiden Monaten des Jahres 1943 wurde er anfangs beim KdS in Minsk in der Abteilung V, der Kriminalpolizei eingesetzt. Danach wurde er in die Abteilung IV für „Judenangelegenheiten“ versetzt. Hier diente er unter dem Kommando von SS-Hauptsturmführer Otto Müller, der als Lagerkommandant über das Ghetto Minsk die Befehlsgewalt hatte.
Gegen Ende 1942 begann die Auflösung des Ghetto Minsk. Am 5. Februar 1943 setzte SS-Obersturmführer Eduard Strauch einen „Kommandobefehl“ auf, dass am 8. und 9. Februar 1943 die Juden der Stadt Sluzk „umgesiedelt“ werden sollten. Dabei war Rübe Angehöriger der 2. Gruppe unter dem Befehl von SS-Obersturmführer Jakob Oswald eingesetzt. Rübe gab später zu Protokoll, dass er nur zur Reserve eingeteilt worden sei und an den Erschießungen an Grube 2 nicht teilgenommen habe.

### Verbrechen im Ghetto und in Minsk
Ab April 1943 war Rübe der Leiter der Wache im Ghetto Minsk. Dabei unternahm er auch Kontrollgänge im Ghetto. Vor Gericht behauptete er später, dass er nie Juden geschlagen habe. Wenn er Juden erschossen habe, dann immer nur, weil diese Vergehen begangen hätten. Bei diesen sogenannten kriminalistischen Ermittlungen nahm er selber die „Bestrafung“ auf einem benachbarten Friedhof vor. Weil ein Transportarbeiter sich über den Nationalsozialismus abfällig geäußert habe, erschoss er ihn. Die Malerin Marion Baruch (* 19. März 1919) erschoss er ebenso wegen eines angeblichen Diebstahls, nachdem ein von ihr gemaltes Schild seine Aufmerksamkeit erregt hatte.
Wie zu seiner Zeit in Karlsruhe widmete er sich besonders sogenannten Sittlichkeitsdelikten. Da eine Schwangerschaft im Ghetto mit dem Tod bestraft wurde, ließ er 30 Schwangere aus dem Ghettokrankenhaus in Minsk abholen und erschießen. Er meinte entrüstet, dass um diese Schwangeren ein viel zu großer „Klimbim“ veranstaltet werde. Als im Juli 1943 dasselbe Krankenhaus geräumt wurde, wurden die Kranken in Gaswagen getötet. Da deren Kapazität begrenzt war, ließ er die Kranken gleich in ihren Betten erschießen.
Nach der Räumung des Ghettos Minsk wurde er bei einem „Enterdungskommando“ eingesetzt, dem „Sonderkommando 1005-Mitte“. Dabei wurden die Leichen der Ermordeten bei Blagowschtschina Anfang November 1943 ausgegraben und verbrannt, um die Spuren der Massenmorde zu verwischen. Im Juli 1944 kehrte er in den Polizeidienst nach Baden zurück.

### Anklage und Haft
Rübe wurde Ende 1946 von einem Überlebenden aus Frankfurt am Main angezeigt. Er wurde angeklagt, an 436 Tötungen beteiligt gewesen zu sein, wobei durch Zeugen 26 eigenhändige Tötungen belegt werden konnten. In dem Gerichtsverfahren wurden zwei psychologische Gutachten über ihn vorgelegt. Das eine diagnostizierte eine schizoide Persönlichkeitsstörung, das andere sexual-pathologischen Sadismus. Im Urteil vom 15. Dezember 1949 wurde er zu lebenslanger Haft verurteilt. Bis 1962 blieb er im Gefängnis von Bruchsal inhaftiert. Danach lebte er bis zu seinem Tode im Jahre 1974 in Karlsruhe. Inzwischen hatte die Zentrale Stelle der Landesjustizverwaltungen zur Aufklärung nationalsozialistischer Verbrechen in Ludwigsburg neues Belastungsmaterial gegen ihn gesammelt, das zu einer weiteren Anklage gegen ihn hätte führen können.